# Vågpansarmal
Vågpansarmal (Corydoras undulatus) är en fiskart som beskrevs av Regan 1912. Vågpansarmal ingår i släktet Corydoras och familjen Callichthyidae. Inga underarter finns listade i Catalogue of Life.